# Bulbophyllum grudense
Bulbophyllum grudense är en orkidéart som beskrevs av Johannes Jacobus Smith. Bulbophyllum grudense ingår i släktet Bulbophyllum och familjen orkidéer. Inga underarter finns listade i Catalogue of Life.